# رود آشچیاغار
رود آشچیاغار (قزاقی: Ащыағар) یک رود در کشور قزاقستان است که در استان مین‌قشلاق جای دارد.